# Oglašivački apel
Oglašivački apel (eng. advertising appeal, poznat i kao tema, ideja ili jedinstvena prodajna propozicija oglasa) je središnji kreativni element oglasa koji sadržava obećanje vezano uz korisnost proizvoda ili usluge. Predstavlja impuls ili poticaj koji se na temelju rezultata primijenjene psihologije koristi u oglasima da bi potaknuo i aktivirao želje i osjećaje koji potiču ili stvaraju potrebu za oglašavanim proizvodima ili uslugama.  Izbor apela temelji se na potpunom poznavanju tržišta i uvjeta na njemu, ciljne skupine potrošača, te njihovih motiva i reakcija. Apeli su usko povezani s ljudskim motivima i potrebama čiju je najširu kategorizaciju dao je A. H. Maslow.

## Povijest
Apeli se u oglašavanju koriste još od 18. stoljeća pojavom prvih masovno tiskanih novina. U to vrijeme proizvođači u oglašavanju ističu racionalnu korist svojih proizvoda (opipljive vrijednosti i kakvoća). Prava kreativna revolucija u oglašavanju događa se krajem pedesetih godina prošlog stoljeća kada opipljive vrijednosti proizvoda prepuštaju mjesto neopipljivima. Volkswagenov oglas Think small iz 1959. godine označio je početak kreativne revolucije. Od tada oglašivački apeli ukazuju na jasnu povezanost fizičkih/opipljivih koristi od proizvoda i psiholoških/neopipljivih vrijednosti koje proizvod stvara.

## Vrste oglašivačkih apela
Oglašivački apel, ako je uspješno ugrađen u oglasnu poruku, potrošač mora povezati sa specifičnim motivom ili skupinom motiva koji će usmjeriti njegovo ponašanje.  U teoriji i praksi postoji mnogo apela pa u skladu s tim i njihovih klasifikacija. Jedna od klasičnih podjela razlikuje apele usmjerene na proizvod i apele usmjerene na potrošača.
Apeli usmjereni na proizvod - dominantno obilježje proizvoda je povezano s korisnošću koju kupac očekuje:
- racionalni i emocionalni apeli – racionalni apeli utječu na zdrav razum i na razmišljanje primatelja te na logiku u odlučivanju, a emocionalni apeli ulaze u osjetilni skup primatelja metaforičkim i asocijativnim pozivanjem na radost, zadovoljstvo, uzbuđenje, strah ili ljutnju;
- pozitivni i negativni apeli – pozitivni apeli obećavaju ugodu ili iskustva u kojima će potrošač uživati, a negativni izbjegavanje neugode u slučaju odabira proizvoda ili usluge;
- jednostrani i dvostrani apeli – jednostrani apeli su pozitivno orijentirani i ističu samo pozitivne strane proizvoda, a dvostrani uz prednosti ističu i nedostatke proizvoda, te kod obrazovanije i dovoljno informirane publike nerijetko povećavaju povjerenje u proizvod;
- izravni i neizravni apeli – izravni apeli su usko povezani s aktualnim motivom, a neizravni su orijentirani na proizvod, potrošača ili kombinaciju proizvoda i potrošača.

Apeli usmjereni na potrošača – apel se fokusira na pet različitih kategorija - stav, grupu, životni stil, podsvijest i na imidž:
- apel na stav – povezan s vrijednosnim sustavom pojedinca koji uključuje stavove, uvjerenja i načela;
- apel na grupu – povezan vrijednosnim sustavom referentne skupine, njihovim društvenim normama, stavovima i uvjerenjima;
- apel na životni stil – povezan s profilom stila života ciljnog potrošača, njegovim aktivnostima, mišljenjima i interesima;
- apel na podsvijest – povezan s nesvjesnim motivima cilja na stvaranje napetosti koju potrošač želi smanjiti kupnjom ili upotrebom proizvoda;
- apel na imidž – utječe na stvaranje ugleda koji odgovara osobnom imidžu potrošača.

Ostali oblici apela:
- apel na humor – poruka humorom ukazuje na korisnost proizvoda za potrošača;
- apel na strah – u poruci se koriste društveno neodobravanje ili fizička opasnost, te se ukazuje korisnost proizvoda u svrhu izbjegavanja neugodnosti;
- apel na krivnju – poruka se fokusira na osjećaj krivnje zbog kršenja pravila ili određenih normi i neodgovornog ponašanja;
- apel na seks – poruka koja apelira na seks privlači pozornost ali ne potiče na znatiželju za proizvodom kao što je slučaj kod drugih apela;
- subliminalni apeli – poruke koje su ugrađene u drugu poruku s ciljem zaobilaženja normalnih granica opažanja, odnosno utjecanja na podsvijest potrošača. U kontekstu subliminalnih apela spominje se James Vicary za kojeg se smatra da 1957. godine prvi primijenio ovu tehniku u kinima na brandu Coca-Cola i na kokicama. No, Vicary je kasnije priznao da nikad nije proveo spomenutu kampanju, te da su objavljeni rezultati lažirani.[4]